# Буайе, Жак
Жак Ло Ксавье Авартен Леже Режье (фр. Jacques Lo Xavier Avartin Léger Régier; 1769—1799) — французский военный деятель, полковник (1798 год), участник революционных войн.

## Биография
Родился в крестьянской семье. 6 февраля 1785 года, в возрасте 16 лет, начал военную службу рядовым в полку Дофина (с 1 января 1791 года - 29-й пехотный полк). 1 октября 1793 года был избран командиром батальона 4-го батальона волонтёров департамента Коррез. С 29 мая 1796 года командовал 2-м батальоном 18-й полубригады линейной пехоты. Блестяще проявил себя в ходе Итальянской кампании Бонапарта. Особенно отмечен был за свои действия при Арколе. 16 апреля 1798 года произведён в полковники и 9 мая в ходе смотра Наполеоном 18-й полубригады в Тулоне назначен её командиром. Участвовал в Египетской экспедиции. Сражаля при Пирамидах. Был убит 7 мая 1799 года в ходе неудачного ночного штурма Акры, пятого по счёту. Полковник Буайе был отличным офицером и солдаты очень переживали его потерю. Имя Буайе фигурирует на памятнике погибшим в Египетской экспедиции на кладбище Каира.